# 陳晋一
陳 晋一（ちゃん しんいち、2002年9月5日 - ）は、東京都出身、香港のサッカー選手。中国超級リーグ・上海申花足球倶楽部所属。香港代表。ポジションはMF。

## クラブ歴
2017年に晋峰足球会で選手となり、翌年傑志体育会に移籍。2019年2月16日、16歳で香港プレミアリーグ初出場。2020年1月10日にプロ初得点。
2023年一月にレアル・ウニオンに期限付き移籍。2023年2月18日、CDカラオラ戦でスペインで香港人選手の初得点となる決勝点を決めた。
2024年6月17日、上海申花足球倶楽部に移籍。

## 代表歴
2019年3月、AFC U-23選手権2020でU-23代表デビュー。
同年6月、16歳でありながらA代表の台湾代表戦に出場し、香港代表初出場となった。

## 家族
日本と香港のハーフ。